# Петрили III (Кампобасо)
Петрили III је насеље у Италији у округу Кампобасо, региону Молизе.
Према процени из 2011. у насељу је живело 56 становника. Насеље се налази на надморској висини од 675 м.